# Bandidus antestriatus
Bandidus antestriatus is een insect uit de familie van de mierenleeuwen (Myrmeleontidae), die tot de orde netvleugeligen (Neuroptera) behoort. 
Bandidus antestriatus is voor het eerst wetenschappelijk beschreven door New in 1985.